# Louise Maraval
Louise Maraval (La Verrie, 31 de julio de 2001) es una deportista francesa que compite en atletismo, especialista en las carreras de vallas. Ganó una medalla de plata en el Campeonato Europeo de Atletismo de 2024, en la prueba de 400 m vallas.

## Palmarés internacional
| Campeonato Europeo | Campeonato Europeo | Campeonato Europeo | Campeonato Europeo |
| Año                | Lugar              | Medalla            | Prueba             |
| ------------------ | ------------------ | ------------------ | ------------------ |
| 2024               | Roma (Italia)      | Medalla de plata   | 400 m vallas       |